# Taillebourg, Charente-Maritime

Taillebourg este o comună în departamentul Charente-Maritime, Franța. În 1 ianuarie 2022 avea o populație de 782 de locuitori.